# Robert Fredrik de la Barre
Robert Fredrik de la Barre, född 1670 i Livland, död 1731, var en svensk militär.
Robert Fredrik de la Barre var son till Antonius ("Anton") de la Barre och friherrinnan Anna Gertruda von Yxkull-Gyllenband samt bror till Reinhold Johan De la Barre. Han blev officer i Sachsen-Gothas tjänst 1691, kapten 1692, kom i wolfenbüttelsk tjänst 1694, holsteinsk tjänst 1698 och anställdes 1700 vid holsteinska livregementet. 1707 var han major i svensk tjänst, och tillhörde Magnus Stenbock, samt blev fången vid kapitulationen i Tönningen. Han var fången fram till 1716, och blev 1717 överstelöjtnant vid Nylands och Tavastehus läns kavalleriregemente. 1719–1725 var han överste och chef för Nylands och Tavastehus läns kavalleriregemente.